# Eparquía de Hosur
La eparquía de Hosur (en latín: Eparchia Hosurensis) es una sede de la Iglesia católica siro-malabar en India, inmediatamente sujeta a la Santa Sede, excepto en cuestiones rituales y pastorales en las que está sujeta al archieparca mayor de Ernakulam-Angamaly.

## Territorio
La eparquía comprende la parte septentrional del estado de Tamil Nadu, en donde hay unos 50 000 fieles siro-malabares en la ciudad de Chennai y otros 15 000 en las ciudades vecinas de Chingleput, Dharmapuri, Vellore y Puducherry. Los 9 distritos de Tamil Nadu que comprende la eparquía son: Dharmapuri, Krishnagiri, Thiruvannamalai, Vellore, Kadalore, Vizhupuram, Kanchipuram, Thiruvalloor, Chennai. Comprende también en el territorio de Puducherry los enclaves de Puducherry y de Karaikal.
La sede eparquial está en la ciudad de Hosur. La catedral de San Antonio (St. Antony's Syro‑Malabar Catholic Church) se halla en Noothenchery en Hosur, mientras que la sede de la curia eparquial está en el St. Thomas Pastoral Centre de Aynavaram, vecina a Chennai.
Parroquias:
- Divine Mercy Syro Malabar Catholic Church en Ambattur
- St. Mary's Syro Malabar Catholic Church en Athipet
- St. Thomas Syro Malabar Catholic Forane Church en Ayanavaram
- St. George Syro Malabar Catholic Church en Ernavoor
- St. Mary's Syro Malabar Catholic Church en Puducherry, Gorimedu
- St. Peter's Syro Malabar Catholic Forane Church en IAF Avadi
- St. Thomas Syro Malabar Catholic Church en Jayanagar, Puducherry
- The Sacred Heart Syro Malabar Catholic Forane Church en Keelkattalai
- St. Alphonsa Syro Malabar Catholic Church en Kodambakkam
- St. Thomas Syro Malabar Catholic Church en Kovilpathagai
- Holy Cross Syro Malabar Catholic Forane Church en Mogappair
- St. Camillus Syro Malabar Catholic Church en Neelankarai
- St. Antony's Syro Malabar Catholic Cathedral Church en Noothenchery
- St. Sebastian's Syro Malabar Catholic Church en Ottery
- Infant Jesus Syro Malabar Catholic Church en Avadi-Pattabiram
- St. Joseph's Syro Malabar Catholic Forane Church en Perambur
- Christ The King Syro Malabar Catholic Church en Poonamallee
- St. Alphonsa Syro Malabar Catholic Church en Pozhichalur
- St. Thoma's Syro Malabar Catholic Church en Mylapore
- St. Thoma's Syro Malabar Catholic Church en St. Thoma's Mount
- St. Jude Syro Malabar Catholic Church en Thiruvottiyur
- Little Flower Syro Malabar Catholic Church en Valasaravakkam
- St. Mother Teresa Syro Malabar Catholic Church en Velachery
- St. Thoma's Syro Malabar Catholic Church en Vellore

## Historia
El 10 de octubre de 2017 el papa Francisco creó las eparquías de Hosur y de Shamshabad y dirigió una carta a los obispos de la India. En ella expresó que para los fines pastorales extendía la jurisdicción del archieparca mayor y del sínodo de la Iglesia siro-malabar a la totalidad de la India:

Decreto también que las nuevas circunscripciones, como las que ya existen, sean confiadas al cuidado pastoral del arzobispo mayor de Ernakulam-Angamaly y al Sínodo de los Obispos de la Iglesia Siro-Malabar, de acuerdo con las normas del Código de Cánones de las Iglesias Orientales.

La decisión papal no afectó los límites del territorio propio de la archieparquía mayor.
La eparquía fue inaugurada el 22 de noviembre de 2017 con la consagración del obispo Sebastian Pozholiparampil.
El prebisterado de la eparquía fue inicialmente formado por 22 sacerdotes, provenientes de la eparquía de Irinjalakuda, responsables de 44 centros pastorales. Al momento de su creación, en la eparquía había 73 religiosos, los cuales gestionan 8 escuelas.

## Episcopologio
- Sebastian Pozholiparampil, desde el 10 de octubre de 2017

## Estadísticas
De acuerdo al Anuario Pontificio 2020 la eparquía tenía a fines de 2019 un total de 66 360 fieles bautizados.
| Año                                                                             | Población            | Población | Población      | Sacerdotes | Sacerdotes    | Sacerdotes    | Bautizados por sacerdote | Diáconos permanentes | Religiosos | Religiosos | Parroquias |
| Año                                                                             | Bautizados católicos | Total     | % de católicos | Total      | Clero secular | Clero regular | Bautizados por sacerdote | Diáconos permanentes | Varones    | Mujeres    | Parroquias |
| ------------------------------------------------------------------------------- | -------------------- | --------- | -------------- | ---------- | ------------- | ------------- | ------------------------ | -------------------- | ---------- | ---------- | ---------- |
| 2017                                                                            | 65 000               |           |                | 22         | 22            |               | 2954                     |                      |            | 73         |            |
| 2019                                                                            | 66 360               |           |                | 22         | 22            |               | 3016                     |                      |            | 73         |            |
| Fuente: Catholic-Hierarchy, que a su vez toma los datos del Anuario Pontificio. |                      |           |                |            |               |               |                          |                      |            |            |            |